# Розумовська Ольга Іванівна
О́льга Іва́нівна Розумо́вська (рік народження невідомий — померла близько 1877–1878 року) — українська діячка революційного народницького руху.

## Біографія
Ольга Розумовська походила з родини подільських священиків. Її прадід — Ігнатій Розумовський — був настоятелем храму святого Миколая Чудотворця в селі Черче (нині Чемеровецького району) .
Дід Ольги — Гаврило Гнатович Розумовський — 54 роки (у 1822–1876 роках) був настоятелем храму великомученика Димитрія Солунського в селі Вербка (нині Кам'янець-Подільського району). Як зазначив Юхим Сіцінський, «це був вельми діяльний пастир; улаштував у Вербці церковнопарафіяльну школу ще в 1850-х роках, приєднав до православ'я понад 100 католиків; прах його покоїться на церковному погості». Помер отець Гаврило 29 березня (10 квітня) 1876 року на 80-му році життя .
Батько Ольги Розумовської, священик Іван Гаврилович Розумовський, був смотрителем духовного училища в селі Привороття Ушицького повіту Подільської губернії (нині село Подільське Кам'янець-Подільського району Хмельницької області). За словами протоєрея Олександра Олександровича Бачинського (брата чоловіка рідної сестри Ольги — Ганни), Іван Гаврилович «був людиною освіченою, лінгвістом, знавцем старих і нових мов, любителем книги. Всі твори Шекспіра він знав напам'ять. У 1872–1874 роках він тримав для трьох своїх дочок учительку французької та англійської мов». За свідченням Андрія Ярошевича (небожа Ольги), Іван Розумовський любив і вмів декламувати Шевченка (як зауважив дослідник біографії Ольги Розумовської Сергій Буда, серед тогочасного подільського духовенства це не було явищем звичайним).
Ольга Розумовська навчалася в Кам'янці-Подільському в жіночій гімназії, йшла однією з перших учениць і закінчила курс 1871 року . Це був перший випуск гімназії, відкритої 1867 року. Навчальний заклад розміщувалася в міському будинку на Довгій вулиці в Старому місті.
На початку 1870-х років Ольга — член революційного гуртка в Кам'янці-Подільському. Протоєрей Бачинський, розповідаючи, як Ольга чомусь розійшлася з гуртком своєї подруги, дочки соборного протоєрея Павла Вартмінського  Олени (закінчила гімназію того ж 1871 року із золотою медаллю), додав: «У Кам'янці тоді був інший гурток й інша течія, до якого вона була схильна». Сестра Ольги Ганна Бачинська пояснила, який саме то був гурток: «Тодішній рух мав народницький характер. До нього примикали в Кам'янці вчителі Романовський-Романько, Білогруд, із молодих діячів — Аксельрод („Кислород“), Мачтет. Українського руху в Кам'янці не пам'ятаю».
Незабаром Ольга одружилася з одним із членів гуртка — Олександром Григоровичем Романьком-Романовським. На цьому шлюбові відбилися тогочасні ідеї, і сам шлюб був фіктивний.
У 1873–1875 роках підтримувала зв'язки з революційними гуртками та діячами українського руху в Києві та Одесі.
Автор українського перекладу «Історії французького селянства».
1876 року разом із чоловіком Дмитром Жолтановським заснувала в селі Осипенки Брацлавського повіту Подільської губернії (нині село Йосипенки Немирівського району Вінницької області) «ферму соціалістів», де бували відомі революціонери-народники.